# Liste der Kulturgüter in Henggart
Die Liste der Kulturgüter in Henggart enthält alle Objekte in der Gemeinde Henggart im Kanton Zürich, die gemäss der Haager Konvention zum Schutz von Kulturgut bei bewaffneten Konflikten, dem Bundesgesetz vom 20. Juni 2014 über den Schutz der Kulturgüter bei bewaffneten Konflikten sowie der Verordnung vom 29. Oktober 2014 über den Schutz der Kulturgüter bei bewaffneten Konflikten unter Schutz stehen.
Objekte der Kategorien A und B sind vollständig in der Liste enthalten, Objekte der Kategorie C fehlen zurzeit (Stand: 1. Januar 2023). Unter übrige Baudenkmäler sind weitere geschützte Objekte zu finden, die im Verzeichnis der Objekte von überkommunaler Bedeutung der kantonalen Denkmalpflege zu finden und nicht bereits in der Liste der Kulturgüter enthalten sind.

## Kulturgüter
| Foto |                                                                       | Objekt                                                                            | Kat. | Typ | Standort                     | Beschreibung |
| ---- | --------------------------------------------------------------------- | --------------------------------------------------------------------------------- | ---- | --- | ---------------------------- | ------------ |
| ja   | Datei hochladen · Wikidata zu Erdwerk (Q29574068)                     | Schlossbuck, mittelalterliche Burgstelle mit Wallanlage KGS-Nr.: 07484            | A    | F   | 694210 / 269030              |              |
| ja   | Datei hochladen · Wikidata zu Reformierte Kirche Henggart (Q16856216) | Reformierte Kirche mit Grabmal von Hauptmann Heinrich Frauenfelder KGS-Nr.: 07485 | B    | G   | Chileweg 4.1 693661 / 268739 |              |

## Übrige Baudenkmäler
| ID           | Foto |                 | Objekt                           | Kat.    | Typ | Standort                       | Beschreibung |
| ------------ | ---- | --------------- | -------------------------------- | ------- | --- | ------------------------------ | ------------ |
| 03100032     | ja   | Datei hochladen | Reformiertes Pfarrhaus           | B reg.  | G   | Kirchgasse 15 693669 / 268701  |              |
| 03100041     | ja   | Datei hochladen | Bauernhaus                       | B reg.  | G   | Hiltistrasse 4 693652 / 268619 |              |
| 03100083     |      | Datei hochladen | Bauernhaus                       | B reg.  | G   | Dorfstrasse 22 693574 / 268762 |              |
| 03100139     |      | Datei hochladen | Pumpenhaus                       | B reg.  | G   | Harsee 693844 / 269385         |              |
| 031GRAB00030 | ja   | Datei hochladen | Grabstein Hauptmann Frauenfelder | B kant. | K   | bei der Kirche 693661 / 268721 |              |

Legende: Im Wesentlichen siehe Legende der Liste der Kulturgüter von nationaler und regionaler Bedeutung, mit folgenden Ausnahmen:
- Anstelle der KGS-Nummer wird als Objekt-Identifikator (ID) die Inventarnummer im Verzeichnis der Objekte von überkommunaler Bedeutung des kantonalen Denkmalschutzamtes verwendet.
- Bei den Kategorien wird wie folgt unterschieden: B kant. = Objekt von kantonaler Bedeutung (Kanton Zürich); B reg. = Objekt von regionaler Bedeutung (Kanton Zürich).